# فرار از تله
فرار از تله فیلمی اکشن و عاشقانه به کارگردانی و نویسندگی جلال مقدم محصول سال ۱۳۵۰ است. این فیلم در شهر دزفول محله خراطون و صحرابدر مغربی در پل قدیم و محله قلعه و در ایستگاه راه‌آهن اندیمشک، در دزفول در یکی از منازل شخصی به نام دیاغلام دیاحسین که در آن زمان خان منطقه پل قدیم بود ساخته شده‌ است.

## داستان فیلم
«مرتضی» مرد جوانی که به علت خلافکاری و اشتباه به پنج سال زندان محکوم شده، پس از آزادی به سراغ دختر مورد علاقه‌اش «مهری» می‌رود. اما او به ازدواج اجباری مردی به نام «اوستافرج» درآمده است. اوستا فرج در قبال مبلغی پول حاضر است مهری را آزاد کند. در همین زمان مرتضی به دام مردی به نام «کریم» می‌افتد، و با او تصمیم به سرقت می‌گیرند.
مرتضی پول‌ها را برداشته و به سراغ اوستافرج می‌رود. طلاق انجام می‌شود و وقتی کریم و «عسگر» (صاحب پول) در تعقیب و گریز از راه می‌رسند، مرتضی با شلیک اسلحه «عسگر» به قتل می‌رسد.

## بازیگران
- بهروز وثوقی
- داوود رشیدی
- نیلوفر
- عباس ناظری نیک
- جلال پیشوائیان